# Zalavég
Zalavég è un comune dell'Ungheria di 430 abitanti (dati 2001). È situato nella contea di Zala.